# استران راجر
استران راجر (انگلیسی: Struan Rodger؛ زادهٔ ۱۸ سپتامبر ۱۹۴۶) هنرپیشه اهل انگلستان است.
از فیلم‌ها یا برنامه‌های تلویزیونی که وی در آن نقش داشته‌است، می‌توان به گرد ستاره و جام جهانی: روایت یک کاپیتان اشاره کرد.